# Спектр сигнала
Спектр сигнала — коэффициенты разложения сигнала в базисе ортогональных функций. Называют также спектральным образом сигнала. Само разложение называют спектральным разложением сигнала. В радиотехнике для разложения обычно используются классическое преобразование Фурье; также применяют разложение по функциям Уолша, вейвлет-преобразование и др.

## Базисные функции
Базисная функция — функция, которая является элементом базиса в функциональном пространстве. 
В радиотехнике обычно осуществляют гармонический анализ сигнала, в качестве базисных функций используя синусоидальные функции. Это объясняется рядом обстоятельств:
- функции {\displaystyle \cos(\omega t)}, {\displaystyle \sin(\omega t)} являются простыми и определены при всех значениях t, являются ортогональными и составляют полный набор при кратном уменьшении периода;
- гармоническое колебание является единственной функцией времени, сохраняющей свою форму при прохождении колебания через линейную систему с постоянными параметрами, могут только изменяться амплитуда и фаза;
- для гармонических функций имеется математический аппарат комплексного анализа;
- гармоническое колебание легко реализуемо на практике.

Обобщённый спектрально-аналитический метод предусматривает использование кроме гармонического ряда Фурье также и другие виды спектральных разложений: по функциям Уолша, Бесселя, Хаара, Лежандра, полиномам Чебышёва и др.
В цифровой обработке сигналов для анализа применяются дискретные преобразования: Фурье, Хартли, вейвлетные и др.

## Применение
Разложение сигнала в спектр применяется в анализе прохождения сигналов через электрические цепи (спектральный метод). Спектр периодического сигнала является дискретным и представляет набор гармонических колебаний, в сумме составляющий исходный сигнал. Одним из преимуществ разложения сигнала в спектр является следующее: сигнал, проходя по цепи, претерпевает изменения (усиление, задержка, модулирование, детектирование, изменение фазы, ограничение и т. д.). Токи и напряжения в цепи под действием сигнала описываются дифференциальными уравнениями, соответствующими элементам цепи и способу их соединения. Линейные цепи описываются линейными дифференциальными уравнениями, причём для линейных цепей верен принцип суперпозиции: действие на систему сложного сигнала, который состоит из суммы простых сигналов, равно сумме действий от каждого составляющего сигнала в отдельности. Это позволяет при известной реакции системы на какой-либо простой сигнал, например, на синусоидальное колебание с определённой частотой, определить реакцию системы на любой сложный сигнал, разложив его в ряд по синусоидальным колебаниям.
На практике спектр измеряют при помощи специальных приборов: анализаторов спектра.

## Математическое представление
Спектр периодического сигнала {\displaystyle s(t)} имеет вид:
{\displaystyle C_{n}={\frac {1}{T}}\int \limits _{0}^{T}s(t)e^{-in\omega _{1}t}dt}, где {\displaystyle T} — период сигнала {\displaystyle s(t)},  {\displaystyle \omega _{1}=2\pi /T}, {\displaystyle n} — целое.
Спектр непериодического сигнала {\displaystyle s(t)} можно записать через преобразование Фурье (можно без коэффициента {\displaystyle 1/{\sqrt {2\pi }}}) в виде:
{\displaystyle S(\omega )=\int \limits _{-\infty }^{+\infty }s(t)e^{-i\omega t}dt}, где {\displaystyle \omega } — угловая частота, равная {\displaystyle 2\pi f}.
Спектр сигнала является комплексной величиной и представляется в виде:
{\displaystyle S(\omega )=A(\omega )e^{-i\phi (\omega )}}, где {\displaystyle A(\omega )} — амплитудный спектр сигнала, {\displaystyle \phi (\omega )} — фазовый спектр сигнала.
Если под сигналом {\displaystyle s(t)} понимать электрическое напряжение на резисторе сопротивлением 1 Ом, то энергия сигнала, выделяемая на этом резисторе на интервале времени {\displaystyle (0,\ T)}, будет равна {\displaystyle E=\int \limits _{0}^{T}s^{2}(t)dt}, средняя мощность — {\displaystyle W={\frac {1}{T}}\int \limits _{0}^{T}s^{2}(t)dt}.